# کوچرلی
کوچرلی (به لاتین: Köçərli) یک منطقه مسکونی در جمهوری آذربایجان است که در شهرستان ترتر واقع شده است. کوچرلی ۱۵۲۸ نفر جمعیت دارد.